# 直播衛星廣播電視服務經營者
在台灣俗稱的小耳朵，是指屋頂上架設的碟型天線，接受衛星訊號以收看電視節目，正確用語應為「直播衛星廣播電視服務經營者」。

## 法令依據
- 衛星廣播電視法（請參閱全國法規資料庫：http://law.moj.gov.tw/LawClass/LawAll.aspx?PCode=P0050013）

## 定義
- 衛星廣播電視法第2條第3款：「直播衛星廣播電視服務經營者（以下簡稱服務經營者）︰指直接向訂戶收取費用，利用自有或他人設備，提供衛星廣播電視服務之事業。」

## 主管機關
- 依《衛星廣播電視法》第3條規定，直播衛星廣播電視服務經營者之主管機關為行政院新聞局，另依《國家通訊傳播委員會組織法》第2條：「自本會成立之日起，通訊傳播相關法規，包括《電信法》、《廣播電視法》、《有線廣播電視法》及《衛星廣播電視法》，涉及本會職掌，其職權原屬交通部、行政院新聞局、交通部電信總局者，主管機關均變更為本會。其他法規涉及本會職掌者，亦同。」是以，自2006年2月22日國家通訊傳播委員會正式成立時，直播衛星廣播電視服務經營者之主管機關即改為國家通訊傳播委員會。

## 業者名單
- 1999年11月22日，號稱臺灣第一家合法直播衛星電視業者的太平洋衛視正式開播。2001年6月30日，太平洋衛視結束營業。
- 依據國家通訊傳播委員會公布之統計數字，至2010年8月底，直播衛星廣播電視服務經營者共計9家公司。
- 本國業者5家：太空電視股份有限公司、星際傳播股份有限公司、弘開數位科技股份有限公司、國際先進音樂股份有限公司、侑瑋衛星通訊股份有限公司。
- 境外業者4家：新加坡商全球廣播商業新聞電視台有限公司台灣分公司、美商特納傳播股份有限公司台灣分公司、英屬開曼群島商艾科思達亞洲多媒體股份有限公司台灣分公司、美商彭博新聞有限公司台北分公司。
- 詳細內容請參閱國家通訊傳播委員會公布資料：http://www.ncc.gov.tw/chinese/news.aspx?site_content_sn=2025&is_history=0 （页面存档备份，存于）